# Castelbello-Ciardes
Castelbello-Ciardes es una localidad y comune italiana de la provincia de Bolzano, región de Trentino-Alto Adigio, con 2.329 habitantes.

## Evolución demográfica
| Gráfica de evolución demográfica de Castelbello-Ciardes entre 1861 y 2001 |
|                                                                           |
| Fuente ISTAT - elaboración gráfica de Wikipedia                           |